# Phương Trung Tín
Phương Trung Tín (tiếng Trung: 方中信, tên tiếng Anh: Alex Fong; sinh ngày 17 tháng 3 năm 1963) là nam diễn viên Hong Kong, tên thật Phù Lực. Anh giành giải nam chính xuất sắc nhất trong Liên hoan phim Trung Quốc lần thứ 5 và nhiều lần được đề cử giải Nam phụ xuất sắc nhất trong giải thưởng Kim Tượng. Anh còn được gọi là Richard Gere của Hồng Kông.

## Tiểu sử
Phương Trung Tín bước chân vào làng giải trí vào năm 1986 với bộ phim đầu tay Đạo xuất san hô hải. Năm 1987, đảm nhận vai nam chính trong bộ phim điện ảnh Triều hoa tịch hợp. Năm 2002, anh lần đầu đảm nhận giám chế kiêm diễn viên chính trong bộ phim truyền hình Tất cả bắt đầu từ lúc kết hôn đóng cặp với nữ diễn viên Dương Cung Như. Năm 2005 nhờ vào bộ phim điện ảnh Màn đêm ở Vượng Giác được đề cử nam chính xuất sắc nhất trong lễ trao giải Kim Tượng lần thứ 24 ở Hong Kong, đạt được nam chính xuất sắc nhất trong giải thuyền thông Hoa ngữ lần thứ 5. Năm 2007 đảm nhận vai nam chính Phí Vân Phàm trong phim truyền hình Tân Một thoáng mộng mơ của nữ nhà văn Quỳnh Dao. Năm 2014 cùng Ngô Tú Ba, Diêu Thần đóng vai chính trong bộ phim truyền hình Trung Quốc Luật sư ly hôn, đảm nhận vai luật sư Ngô Văn Huy.
Năm 2015 cùng với Tôn Lệ, Lưu Đào chủ diễn phim truyền hình cổ trang Mỵ Nguyệt truyện, trong phim anh đảm nhận vai nam chính Tần Vương Doanh Tứ. Cùng năm 2015 chủ diễn phim truyền hình cổ trang Lục Phiến Môn. Ngày 29 tháng 12 năm 2017 phim điện ảnh Yêu Yêu Linh do đóng chính lên sóng toàn quốc, trong phim anh đảm nhận vai diễn A Nhân.

## Phim tham gia

### Phim
- 2018 Integrity
- 2018 Source of Dreams
- 2018 Project Gutenberg
- 2018 Dirty on Duty
- 2016 Perfect Imperfection
- 2015 I Am Somebody
- 2015 Paris Holiday
- 2015 Insanity
- 2014 Kung Fu Jungle
- 2014 One Step Away
- 2014 Overheard 3
- 2013 Love in Langzhong
- 2013 Mark of Youth
- 2013 Timeless Love
- 2012 The Great Magician
- 2011 Overheard 2
- 2011 The Founding of a Party
- 2011 The Lost Bladesman
- 2011 Be a Mother
- 2010 Love Is The Last Word
- 2010 To Love or Not
- 2010 Triple Tap
- 2010 Once a Gangster
- 2010 Just Another Pandora's Box
- 2010 Blue Cornflower
- 2009 Overheard
- 2008 If You Are The One
- 2008 All About Women
- 2008 Esquire Runway
- 2007 Big Movie
- 2006 Heavenly Mission
- 2006 Don't Open Your Eyes
- 2005 Home Sweet Home
- 2005 Drink-Drank-Drunk
- 2005 Mob Sister
- 2005 Crazy'n The City
- 2004 Astonishing
- 2004 One Nite In Mongkok
- 2004 Cop Unbowed
- 2004 Explosive City
- 2003 My Lucky Star
- 2003 The Death Curse
- 2002 Devil Touch
- 2001 Sharp Guns
- 2001 City Of Desire
- 2001 The Cheaters
- 2000 Eternal Love
- 2000 Double Tap
- 2000 When I Fall in Love...With Both
- 1999 Red Rain
- 1999 Rules of the Game
- 1998 The Storm Riders
- 1998 Casino
- 1998 Portland Street Blues
- 1998 A True Mob Story
- 1998 Your Place Or Mine
- 1998 Raped by an Angel 3: Sexual Fantasy of The Chief Executive
- 1998 Till Death Do Us Part (1998 film)
- 1998 Cheap Killers
- 1997 We're No Bad Guys
- 1997 Downtown Torpedoes
- 1997 Lifeline
- 1996 A Moment Of Romance 3
- 1995 Hard Touching
- 1995 Dream Killer
- 1995 Heart Stealer
- 1994 Blaze Of Love
- 1994 Beyond The Copline
- 1994 Love Recipe
- 1994 He And She
- 1994 Love Sick
- 1993 Guns Of Dragon
- 1993 Angel of Vengeance (Miao jie shi san mei)
- 1993 Fatal Seduction
- 1993 Angel of The Road
- 1993 The Invincible Constable
- 1992 Rover Killer And Madame
- 1992 Gigolo And Whore 2
- 1992 The Mighty Gambler
- 1992 Ghost Killer
- 1992 Guys In Ghost's Hand
- 1992 Club Girl's Romance
- 1992 Raiders of Loesing Treasure
- 1992 Battle In Hell
- 1992 The Beauty's Evil Roses
- 1992 Behind the Pink Door
- 1992 Escape From Brothel
- 1992 Secret Police
- 1991 The Plot
- 1991 Devil And Master
- 1991 Devil Cat
- 1991 The Killer From China
- 1991 Pretty Woman
- 1991 Gigolo And Whore
- 1991 Lethal Panther
- 1991 Thunder Run
- 1990 Magic Amethyst
- 1990 Enhanced Romance
- 1990 The Dragon Fighter
- 1990 Forsaken Cop
- 1990 Fire Phoenix
- 1990 Blood Stained Tradewind
- 1990 Sleazy Dizzy
- 1989 Iron Angels 3
- 1989 What A Small World
- 1988 Iron Angels 2
- 1988 The Story Of Haybo
- 1987 Life Is A Moment's Story
- 1987 Iron Angels
- 1986 Escape From Coral Cove
- 19?? Sea Killer

### Truyền hình
- 2018 Siege in Fog
- 2016 Law dis-Order
- 2015 The Legend of Mi Yue
- 2013 A Great Way to Care II
- 2011 A Great Way to Care
- 2009 The Last Night of Madam Chin
- 2007 The Building Blocks of Life
- 2006 C'est La Vie, Mon Chéri
- 2006 Dreams Link - Tân một thoáng mộng mơ vai Phí Vân Phàm
- 2006 Love's New Breath
- 2006 Fox Volant of the Snowy Mountain
- 2005 Phoenix From The Ashes
- 2005 Legend Of Hero
- 2005 Endless Love
- 2004 Split Second
- 2004 Crime Investigators 2004
- 2003 Crime Fighters
- 2003 Life Begins At Forty
- 2003 Love and Again
- 2002 Burning Flame II
- 2002 Just In Time For The Wedding
- 2001 Money Game
- 2000 Showbiz Tycoon
- 1999 Love Is In The Air
- 1999 Wind Cloud Changes
- 1998 The Business
- 1997 Interpol
- 1996 A Woman's Story
- 1996 Before Dawn
- 1995 ICAC Investigators
- 1994 Corruption Doesn't Pay (with Esther Kwan)
- 1994 The Intangible Truth
- 1993 Eternity
- 1992 Crime Fighters

### Video ca nhạc
- 2004 Kelly Chen's 前所未見
- 1994 Charlie Yeung's 猶豫不決